# Jafet, der søger sig en Fader IV. Maalet naaet
|  | Sammenskrivningsforslag Artiklen Jafet, der søger sig en Fader IV. Maalet naaet er foreslået føjet ind i Jafet, der søger sig en Fader, I-IV. (Siden januar 2023) Diskutér forslaget |

|  | Denne artikel er oprettet af botten Steenthbot ud fra en ekstern database. Den kan derfor have sproglige fejl eller mangler. Denne skabelon kan fjernes efter kontrol af indholdet. |

Jafet, der søger sig en Fader IV. Maalet naaet er en dansk stumfilm fra 1922 instrueret af Emanuel Gregers.

## Handling
Jafet er fængslet og dødsdømt for et mord, han ikke har begået. Selvom han reddes i sidste øjeblik, har strabadserne taget hårdt på ham, og han er nedbrudt på sjæl og legeme, da han endelig løslades. Alligevel samler han kræfterne til for sidste gang at drage ud for at finde sin far. Denne gang uden Tim, som han ikke længere tør udsætte for eventyrets farer. Forude venter da også forhindringer, der skubber Jafet helt ud over afgrunden. Ved et lykkeligt tilfælde findes han af sin gamle læremester, apotekeren Mr. Cophagus, der tager ham til sig og får ham på fode igen. Solen skinner atter over hittebarnet Jafet, men lykkes det ham nogensinde at finde sin far?
’Maalet naaet’ er fjerde og sidste del af ’Jafet, der søger sig en Fader’, som blev udgivet i september og oktober 1922. De fire film i serien er baseret på Kaptajn Marryats tobindsværk fra 1836 – 'Mr Midshipman Easy' og 'Japhet, in Search of a Father' – samt inspireret af andre af forfatterens kendte værker. Hovedrollerne som Tim og Jafet spilles af henholdsvis Carlo Wieth og Rasmus Christiansen.

## Medvirkende
- Carlo Wieth, Jafet Newland
- Rasmus Christiansen, Tim, Jafets ven
- Frederik Jacobsen
- Karen Winther
- Elisabeth Jacobsen, Fleta
- Bertel Krause